# Рыжова, Татьяна Ивановна
Татьяна Ивановна Рыжова (11 ноября 1947 — 20 ноября 2022) — советский и российский художник-живописец. Член Союза художников СССР (с 1985). Член-корреспондент РАХ (2012). Заслуженный художник Российской Федерации (2007).

## Биография
Родилась 11 ноября 1947 года в городе Серпухов.
С 1968 по 1973 год обучалась в Московском высшем художественно-промышленном училище. С 1973 года работала художником-оформителем монументального цеха Подольских художественных мастерских.
Наиболее известные художественные произведения Т. И. Рыжовой в области живописи: «Солнечные зайчики» (1995), «На реке Волге» (1997), «Утренняя песня» (1998), «Август» (2003), «Мой город» и «Евангельские сюжеты» (2005—2017). С 1976 года Т. И. Рыжова была участницей всероссийских, зарубежных и персональных выставок, в том числе в Московском музее современного искусства и Государственный мемориальный историко-художественный и природный музей-заповедник «Поленово» (2006), Саратовский художественный музей имени А. Н. Радищева (2008). Художественные произведения Т. И. Рыжовой хранятся в коллекциях музеев России и США, в частности в Художественном музее Ричмонда и в Московском музее современного искусства.
С 1985 года Т. И. Рыжова была избрана членом Союза художников СССР. В 2012 году избрана — член-корреспондентом Российской академии художеств по Отделению живописи.
3 декабря 2007 года Указом Президента России «За заслуги в области искусства» Т. И. Рыжовой было присвоено почётное звание Заслуженный художник Российской Федерации.
Скончалась 20 ноября 2022 года. Похоронена на Борисовском кладбище в Серпухове.

### Оценка деятельности
По словам академика РАХ, живописца И. В. Голицына: 

Экспозиции картин Татьяны Рыжовой показали нам художника живописца искреннего, глаза которого открыты в мир ей близкий. Это улицы с прохожими, простые предметы быта, цветы… Мотивы схвачены очень характерно, по-своему, композиционный строй их связан с природными ощущениями правдивого художника. Вещи её веселые — собаки, петухи, птахи, — их интересно рассматривать. Любимые темы, связанные со временами года, она решает очень остроумно. Перед её работами зрителя посещает настроение доброе, он входит в пространство, созданное художником, и ему в нём хорошо
По словам художника А. В. Дюкова об одной из выставок Т. И. Рыжовой: 

Художественные работы Татьяны Рыжовой распознаются сразу. Они привлекают национальным колоритом мотивов, декоративной выразительностью цвета, своеобразием композиционных решений. Древний русский город Серпухов, в котором она родилась и живёт поныне, дал ей богатейший визуальный материал. Но Татьяну Рыжову интересовало не документально-натуралистическое изображение памятников старины или быта родного города, а образное, синтетическое осмысление его истории, культуры и современности. Глубинное понимание особенностей народной жизни проявилось в жанровых композициях, пейзажах, натюрмортах. Огромная любовь к искусству, удивительная работоспособность сделали её одной из центральных фигур в художественной жизни Серпухова. В альбом включены графические и живописные работы художника разных лет, исключая многочисленные пастели, которые требуют отдельного издания. Впервые сделана попытка сопоставления рисунков с живописными композициями, что помогает раскрыть формирование её уникального дарования

## Награды
- Заслуженный художник Российской Федерации (2007)[3]